# 융해

얼음이 녹고 있다.

융해(融解, 영어: melting)는 고체에서 액체로 상전이를 일으키는 물리적 과정이다. 용융(熔融)이라고도 하며, 얼음이 녹는 현상을 해빙(解氷)으로 부른다. 물질의 내부 에너지는 온도가 녹는점까지 상승할 때 열이나 압력에 의해 증가하며 여기서 고체 분자가 액화 상태로 된다. 따라서 열을 가했을 때에만 융해 과정이 일어나는 것은 아니다. 융해된 상태의 물질은 일반적으로 온도가 상승하면서 점성도를 낮춘다. 여기에도 예외가 있는데 원소 황의 경우 융해된 상태에서 온도가 높아지면서 점성도가 높아진다.
|         |          | 반응 후        |          |                 |      |
| 고체    | 액체     | 기체           | 플라스마 |                 |      |
| 반응 전 | 고체     | 고체-고체 변화 | 용융     | 승화            | —    |
| 반응 전 | 액체     | 결빙           | —        | 기화            | —    |
| 반응 전 | 기체     | 증착           | 응축     | —               | 전리 |
| 반응 전 | 플라스마 | —              | —        | 재결합 / 탈전리 | —    |

## 참고 문헌
- Kleinert, Hagen. Gauge Fields in Condensed Matter, Vol. II, "STRESSES AND DEFECTS; Differential Geometry, Crystal Melting", pp. 743–1456, World Scientific (Singapore, 1989); Paperback ISBN 9971-5-0210-0  (readable online here)
- C.Michael Hogan. 2011. sulfur. Encyclopedia of Earth, eds. A.Jorgensen and C.J.Cleveland, National Council for Science and the environment, Washington DC

## 같이 보기
- 승화 : 융해 과정 없는 기화
- 융해열
- 용해
- 해동